# بمب‌افکن کانزاس‌سیتی
بمب‌افکن کانزاس‌سیتی (به انگلیسی: Kansas City Bomber) فیلمی محصول سال ۱۹۷۲ و به کارگردانی جرالد فریدمن است. در این فیلم بازیگرانی همچون راکل ولچ، کوین مک‌کارتی، نورمن آلدن، جین کوپر، دیک لین، جودی فاستر و بیل مک‌کینی ایفای نقش کرده‌اند.